# 桂坡馆
桂坡馆，明朝嘉靖年间印刷馆，由收藏家、豪商巨贾安国创办。其地面遗存位于中國江苏省无锡市锡山区境内。

## 简介
安国，字“民泰”，号“桂坡”。以号为馆名，称“桂坡馆”。无锡安国的桂坡馆主要以铜活字印书著名，此外也以木版刻印了许多书。安国造活字印书约始于正德七年（1512年）左右。其桂坡馆所印书籍很多，可考的有《颜鲁公集》15卷、《补遗》1卷、《初学记》30卷、《吴中水利通志》17卷、《重校魏鹤山先生大全集》109卷等10种。其中《正德东光县志》是中国唯一用铜活字印的地方志。凡活字印行的书，在页中间上方都有“锡山安氏馆”五字，而木刻本则注“安桂坡馆”四字。

## 评价
桂坡馆所刊印书籍版本以工艺精湛和校勘严谨而著名。世人珍之如宋版。安氏桂坡馆印行的书虽不如华氏多，但质量较华氏本高。嘉靖十年(1531年)，俞泰跋安国刻《初学记》云: “经史子集，活字印行，以惠后学，二十年来无虑数千卷。”

## 知名出版物

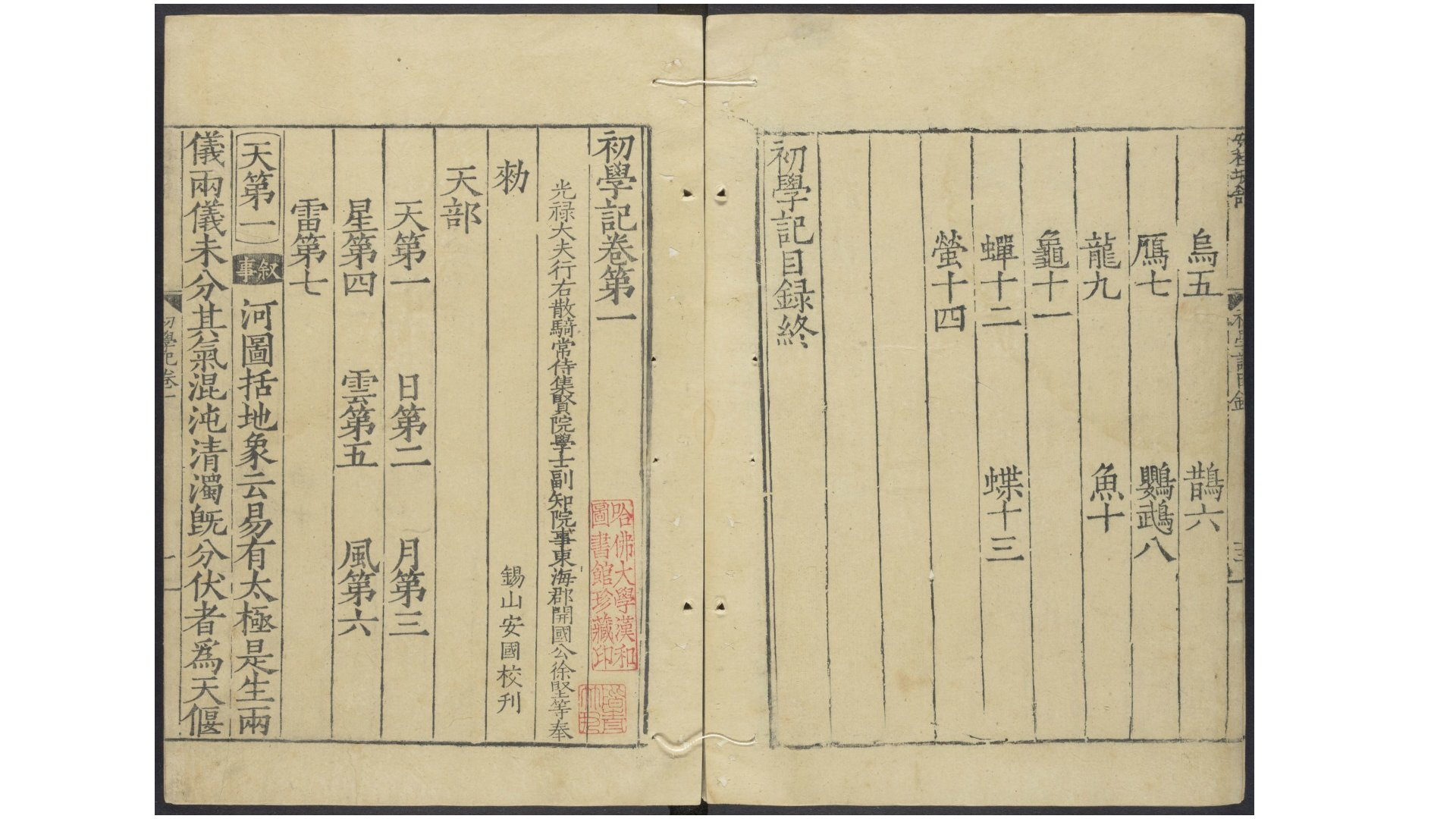
《初学记》嘉靖十年锡山安国校刊

- 《初学记》，嘉靖十年（1531年）锡山安国桂坡馆刻本，现藏于國立故宮博物院（台湾）
- 《颜鲁公集》，嘉靖二年（1523年）锡山安国桂坡馆刻本，现藏于中国国家图书馆
- 《重校鹤山先生大全文集》，嘉靖二年（1523年）锡山安国桂坡馆刻本，现藏于中国国家图书馆[13]
- 《吴中水利通志》，嘉靖三年（1524年）錫山安國銅活字本，现藏于北京图书馆。[14]
- 《东光县志》，正德十六年（1521年）錫山安國銅活字本，遗失。[15]
- 《古今合璧事类备要》[16]